# José Antonio Abreu
José Antonio Abreu Anselmi (Valera, 7 maggio 1939 – Caracas, 24 marzo 2018) è stato un musicista, attivista, politico ed educatore venezuelano, fondatore di El Sistema, una fondazione per la promozione sociale dell'infanzia e della gioventù attraverso un percorso innovativo di didattica musicale.

## Biografia

### Attività politica e accademica
Nato il 7 maggio 1939 nella città di Valera, nell'ovest del Venezuela, José Antonio Abreu è discendente da una famiglia italiana di Marciana (isola d'Elba). Suo nonno materno, Antonio Anselmi Berti, era direttore della banda musicale del paese e nel 1897 emigrò a Monte Carmelo portando con sé 46 strumenti a fiato della propria orchestra.
José Antonio Abreu ha studiato economia, materia per la quale ha ricevuto la laurea dall'Universidad Católica Andres Bello e ha svolto alcuni studi sull'economia del petrolio all'Università del Michigan. È stato deputato alla Camera nel vecchio parlamento del Venezuela. Fu anche un pedagogo.
Dopo la sua carriera politica, ha anche lavorato come professore di economia e diritto alla Universidad Simón Bolívar e alla sua Alma Mater. Sarebbe poi brevemente tornato in politica nel 1983 nella posizione di Ministro della cultura. Nel 1967 ha ricevuto il Symphonic Music National Prize a riconoscimento della sua abilità.

### Attività musicale
Abreu ha iniziato a studiare musica con Doralisa Jiménez de Medina a Barquisimeto.  In seguito, ha seguito la Caracas Musical Declamation Academy dal 1957, dove ha studiato pianoforte con Moisés Moleiro, organo e clavicembalo con Evencio Castellanos, e composizione con Vicente Emilio Sojo.

#### El Sistema
Nel 1975 ha fondato El Sistema, (Fundación del Estado para el Sistema Nacional de las Orquestas Juveniles e Infantiles de Venezuela, acronimo Fesnojiv, nome anglofono internazionale Foundation for the National Network of Youth and Children Orchestras of Venezuela).
Si tratta di un innovativo e collaudato metodo di insegnamento della musica ai giovani nei quali la musica assume il significato di via primaria per la promozione sociale e intellettuale.
Per il suo lavoro con El Sistema, ha ricevuto numerosissimi premi fra cui, nel 1993, il famoso IMC-UNESCO International Music Prize per la classe istituzioni e, nel 2009, il TED Price.
Sotto la guida di Abreu, El Sistema partecipa a programmi di scambio e cooperazione con numerosi paesi fra cui la Spagna, alcune nazioni dell'America Latina e con gli Stati Uniti e con artisti come Simon Rattle e Claudio Abbado, con il cui supporto si è cominciato anche a promuovere El Sistema in Italia (2010). La prima tournée venezuelana in Italia risale al 2011 per volontà di Stefano Miceli con l'Orchestra Sinfonica Juventud Zuliana Rafaelel Urdaneta nei teatri di Milano, Roma e di altre cinque città.

## Onorificenze

### Riconoscimenti
- Nel 1993, il suo El Sistema ha ricevuto il premio IMC-International Music Prize dell'UNESCO per la classe istituzioni
- Nel 2008 gli è stato conferito il Premio Glenn Gould e riceve il Premio Principe delle Asturie per le arti.
- Nel 2010 ha ricevuto il Premio Erasmo (Erasmusprijs).